# Comunicação óptica

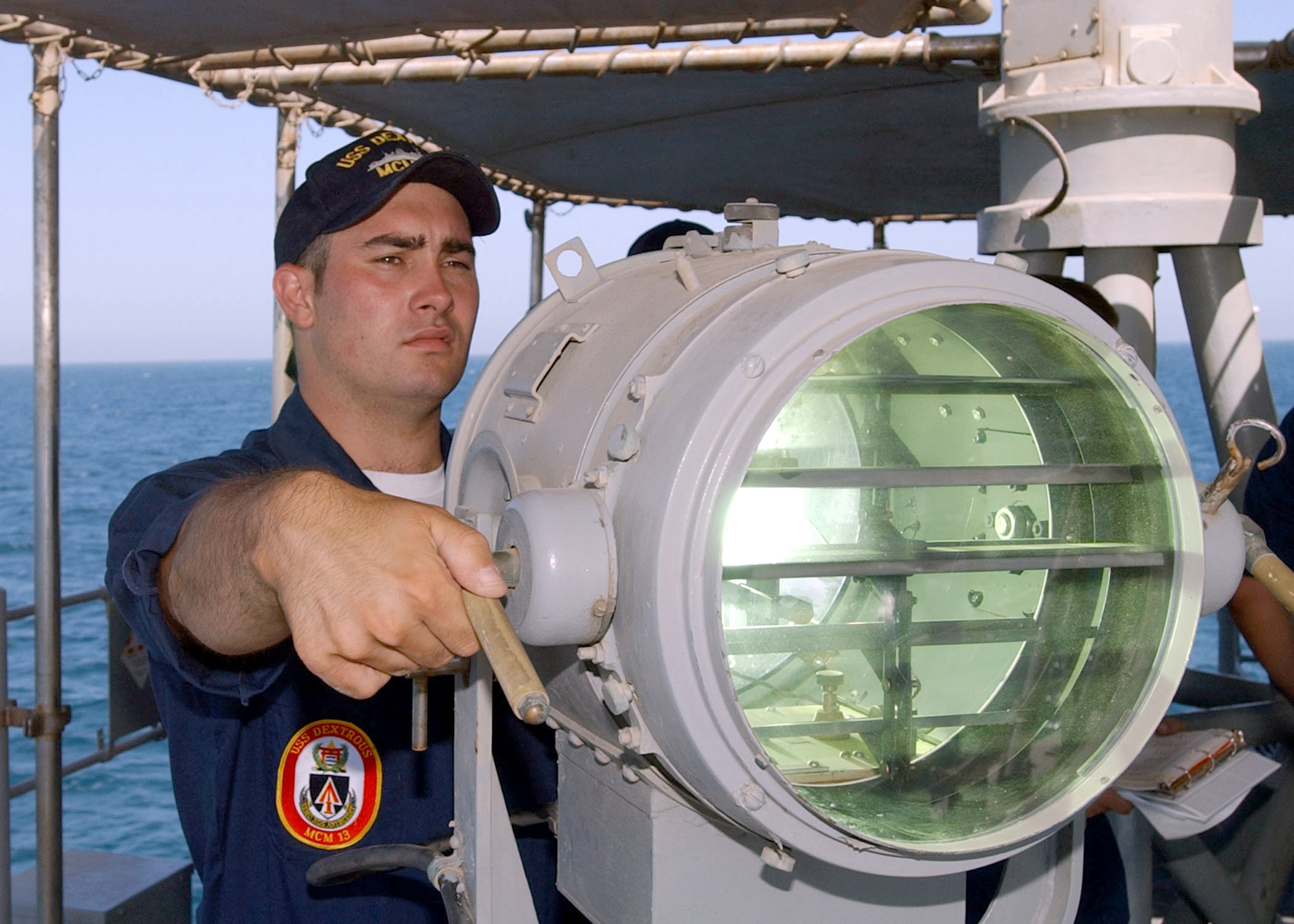
Uma lâmpada de sinalização naval, uma forma de comunicação óptica que usa obturadores e é normalmente empregada com código Morse (2002)

Comunicação óptica, também conhecida como telecomunicação óptica, é a comunicação à distância que utiliza luz para transportar informações. Pode ser realizado visualmente ou por meio de dispositivos eletrônicos. As primeiras formas básicas de comunicação óptica datam de vários milênios, enquanto o primeiro dispositivo elétrico criado para isso foi o fotofone, inventado em 1880.
Um sistema de comunicação óptica usa um transmissor, que codifica uma mensagem em um sinal óptico, um canal, que transporta o sinal até seu destino, e um receptor, que reproduz a mensagem do sinal óptico recebido. Quando não há equipamento eletrônico empregado, o "receptor" é uma pessoa observando e interpretando visualmente um sinal, que pode ser simples (como a presença de uma baliza) ou complexo (como luzes que usam códigos de cores ou piscam em uma sequência de código Morse).
A comunicação moderna depende de sistemas de rede óptica que usam fibra óptica, amplificadores ópticos, lasers, switches, roteadores e outras tecnologias relacionadas. A comunicação óptica no espaço livre usa lasers para transmitir sinais no espaço, enquanto as formas terrestres são naturalmente limitadas pela geografia e pelo clima.
Técnicas visuais como sinais de fumaça, sinalizadores de fogo, telégrafos hidráulicos, bandeiras de navios e linhas de semáforos foram as primeiras formas de comunicação óptica. O heliógrafo usa um espelho para refletir a luz do sol para um observador distante. Atualmente, uma variedade de sistemas eletrônicos transmitem e recebem opticamente informações transportadas por pulsos de luz. Cabos de comunicação por fibra óptica são utilizados para transportar dados eletrônicos e tráfego telefônico. As comunicações ópticas em espaço livre também são usadas diariamente em diversas aplicações.